# Mathieu Adoassou
Mathieu Ado Tchaoussou znany jako Mathieu Adoassou (ur. 9 maja 1995 w Ndżamenie) – czadyjski piłkarz grający na pozycji bramkarza. Od 2020 jest zawodnikiem klubu Renaissance FC.

## Kariera klubowa
Swoją karierę piłkarską Adoassou rozpoczął w klubie Foullah Edifice FC. W sezonie 2015 zadebiutował w jego barwach w pierwszej lidze czadyjskiej. W latach 2016–2018 grał w Renaissance FC. W 2019 roku był piłkarzem AS CotonTchad, z którym został wicemistrzem kraju. W 2020 wrócił do Renaissance FC.

## Kariera reprezentacyjna
W reprezentacji Czadu Adoassou zadebiutował 23 marca 2016 w przegranym 0:1 meczu kwalifikacji do Pucharu Narodów Afryki 2017 z Tanzanią.